# AVA/エヴァ
『AVA/エヴァ』（Ava）は、2020年のアメリカ合衆国のアクションスリラー映画。テイト・テイラーが監督し、マシュー・ニュートンが脚本を執筆した。出演はジェシカ・チャステイン、ジョン・マルコヴィッチ、コモン、ジーナ・デイヴィス、コリン・ファレル、ヨアン・グリフィズ、ジョアン・チェンなど。女性暗殺者と彼女を陥れた組織の幹部との闘いを描いている。
2020年7月2日にハンガリーで公開された後、本国米国では同年9月25日にヴァーティカル・エンターテインメントの配給で公開された。 

## ストーリー
エヴァ・フォークナー（ジェシカ・チャステイン）は、アルコール依存症から立ち直り兵士から暗殺者へ転身した女性である。彼女はフランスでターゲットであるイギリス人ビジネスマンを誘拐する。彼女は彼を殺す前に命を狙われた理由を問いただす。その会話は盗聴されていた。ボストンに飛んだエヴァは疎遠になっていた妹のジュディと狭心症で入院している母親を訪ねる。妹たちとの再会は8年ぶりであった。
エヴァのハンドラーである元陸軍上官のデュークは、ドイツ軍の将軍を殺すために彼女をサウジアラビアに送る。将軍を罠に誘い心臓発作で死んだように見せかけるために毒物を注射するエヴァ。しかし、将軍の警備員に邪魔されてしまい激しい銃撃戦となるも辛くも生き延びる。
逃亡したエヴァはバルヌヴィル＝カルテレットに行きデュークを問い詰めるが、彼は作戦の失敗を謝り情報の間違いは単純なミスだと主張する。エヴァはボストンに戻り妹のジュディと交際している元婚約者のマイケルと出会う。
ブリティッシュ・コロンビアで、デュークは上司のサイモンと会う。サイモンの娘カミーユは、以前エヴァが標的と会話していたのを盗聴していた女性だった。サイモンは、エヴァには責任があり彼女がターゲットに質問することは作戦への取り組みが不十分であると考えていた。デュークが去った後、サイモンはエヴァを始末するよう指示を出す。ジョギング中に襲撃されたエヴァは逆に相手を殺しデュークと対峙するが、デュークは薬物中毒者による無差別強盗だと主張する。翌朝、ジュディはエヴァに会いに行きマイケルが行方不明であることを伝える。マイケルが再びギャンブルを始めたことを知ったエヴァは、トニが経営する賭博場からマイケルを救い出す。
デュークは再びサイモンに会いに行き、エヴァがはめられたことを知っていたと明かす。エヴァの能力を買っているデュークはエヴァを守るためにサイモンを殺そうとするが、サイモンは返り討ちにする。彼はデュークの死に際を映したビデオをエヴァに送る。傷心のエヴァはジュディの家に行き、マイケルに一緒に逃げようと誘うがマイケルはジュディが妊娠していることを明かして断る。エヴァはトニの賭博場に向かい、手下に襲われるが撃退してトニの首を絞めるが思い直して生かす事にする。トニに家族に近づかないよう警告しマイケルの借金を返済する。
ホテルに戻ったエヴァはサイモンに襲われる。激しい戦闘をした二人は重傷を負ってしまう。疲れ果てたサイモンは火災報知器が鳴ると逃げ出しエヴァに「今度会ったら殺す」と警告する。エヴァはサイモンを追いかけ、ザキム橋の下で追い詰めて射殺する。エヴァは妹の家に行き国外に出るよう警告しスイスの銀行口座を教える。彼女が去る前にマイケルはデュークからの手紙を渡す。そこには「自分の人生に満足している」と書かれていた。
通りを歩いているエヴァを、父親を殺され復讐に燃えるサイモンの娘カミーユが尾行していた。

## キャスト
※括弧内は日本語吹替
- エヴァ・フォークナー: ジェシカ・チャステイン（木下紗華） - 美貌と高い任務遂行能力を持つ暗殺者。しかし、自分の仕事を周囲に明かせるわけもなく、疑問を持っている。父親は既に亡くなっている。
- サイモン: コリン・ファレル（田村真） - 暗殺者たちを統率する暗殺者。エヴァを嫌っており、始末しようと暗躍する。
- ボビー: ジーナ・デイヴィス（中村綾） - エヴァの母親。狭心症の病気持ち。
- マイケル: コモン（斎藤寛仁） - エヴァの元婚約者で今はジュディの恋人。ギャンブル依存症。
- デューク: ジョン・マルコヴィッチ（金尾哲夫） - エヴァをスカウトしたベテラン暗殺者。
- ギュンター: クリストファー・ドミグ
- トニ: ジョアン・チェン - 賭場の胴元。
- カミーユ: ダイアナ・シルバーズ - サイモンの娘。
- ジュディ: ジェス・ワイクスラー（英語版） - エヴァの妹。物語開始時点では8年間、姉と会っていなかった。このこともあり、姉には不信感を抱いている。
- ピーター・ハミルトン: ヨアン・グリフィズ - エヴァのターゲット。
- アレハンドロ: ジョー・ソバロ・ジュニア

## 製作
2018年8月、マシュー・ニュートンの後任としてテイト・テイラーが本作の監督に雇われたことが報告された。同年9月、コリン・ファレル、コモン、ジョン・マルコヴィッチが本作のキャストに加わった。同年10月、クリストファー・ドミグ、ダイアナ・シルバーズ、ジーナ・デイヴィス、ジョアン・チェン、ジェス・ワイクスラーがキャストに加わった。2019年11月、本作のタイトルが『Ava』に変更されたことが発表された。

### 撮影
2018年9月24日、主要撮影はボストンで始まった。

## 公開
2020年9月25日、ヴァーティカル・エンターテインメントによってリリースされた。

## 論争
2018年8月、当時直接指揮を執るように指定されていたマシュー・ニュートンが、暴行や家庭内暴力の複数の申し立てで告発されたことにより、批判を呼んだ。告発に加え、ニュートンは当時のガールフレンドであるブルック・サッチウェルを攻撃したことで有罪を認めた。#MeToo運動の擁護者であるジェシカ・チャステインは、ニュートンとの共同作業について偽善であると非難された。ニュートンは最終的に監督を辞退し、テイト・テイラーが代わりに雇われた。しかし、ニュートンは脚本家としてプロジェクトに残り、チャステインもまた撮影のために留まった。

## 作品の評価
Rotten Tomatoesによれば、38件の評論のうち高評価は16%にあたる6件で、平均点は10点満点中4.3点、批評家の一致した見解は「『AVA/エヴァ』は娯楽スパイスリラーの要素を全て備えているように見えるが、この豪華キャストでさえ、彼らに与えられた退屈で陳腐なストーリーを救い出すには十分ではない。」となっている。
Metacriticによれば、9件の評論のうち、高評価は1件、賛否混在は5件、低評価は3件で、平均点は100点満点中39点となっている。